# Sinopodisma kodamae
Sinopodisma kodamae är en insektsart som först beskrevs av Tokuichi Shiraki 1910.  Sinopodisma kodamae ingår i släktet Sinopodisma och familjen gräshoppor. Inga underarter finns listade i Catalogue of Life.